# پوویات

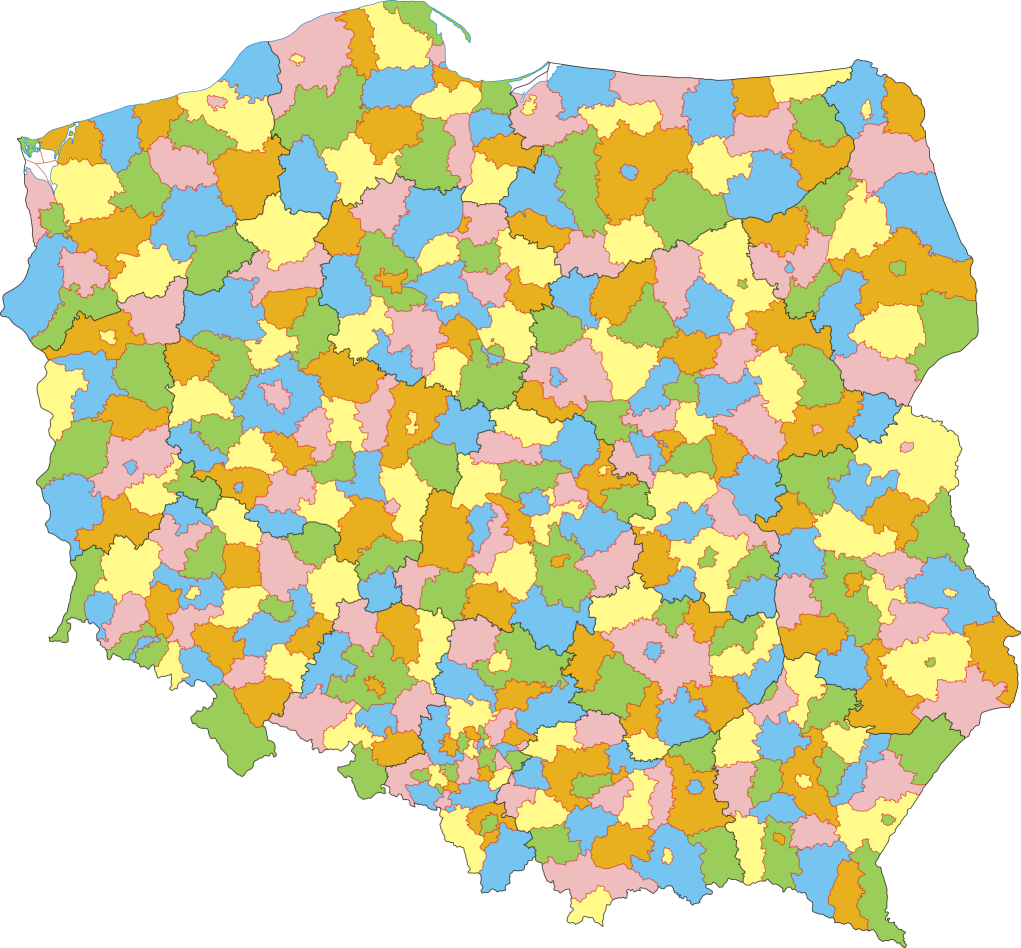
تقسیمات کشوری لهستان بر مبنای پوویات

پوویات (به انگلیسی: Powiat)، دومین سطح تقسیمات کشوری در لهستان است و در کشورهای دیگر معادل یک شهرستان، منطقه یا ناحیه است. اصطلاح «powiat» اغلب به زبان انگلیسی به عنوان «شهرستان» ترجمه شده‌است.

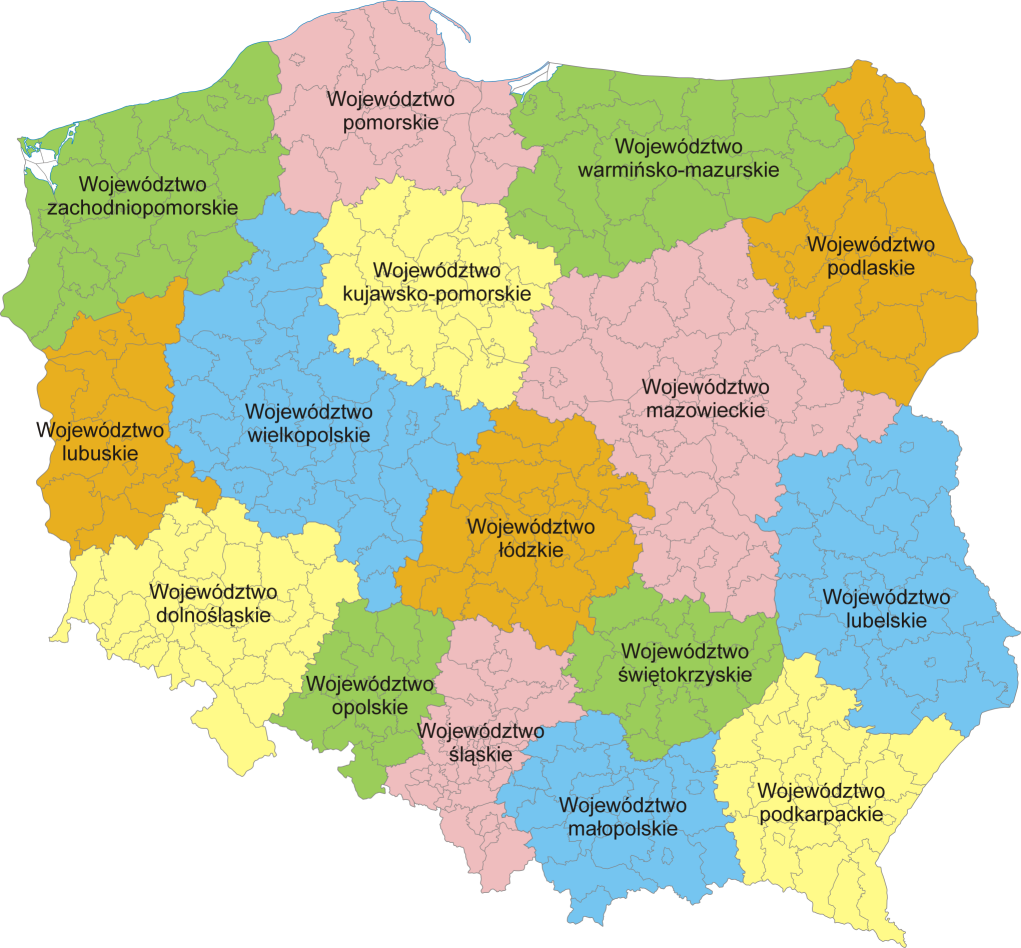
تقسیمات کشوری لهستان بر مبنای استان

هر پوویات بخشی از واحد بزرگ‌تر استان است. پوویات به بخش‌های کوچک‌تری به نام گمینا که معادل کمون یا شهرداری‌ها است تقسیم می‌شود. طبق آخرین آمارها در سال ۲۰۰۸ تعداد پوویاتهای لهستان به ۳۷۹ می‌رسد.